# Olivella
Olivella ist eine Gemeinde in der Provinz Barcelona (Spanien) mit 4.419 Einwohnern (Stand: 2024).

## Geografische Lage
Die Gemeinde liegt im Norden der Comarca Garraf, in den gleichnamigen Bergen des Garraf am westlichen Rand eines Naturparkes. Der Ort liegt etwa 35 Kilometer südwestlich von Barcelona.

### Nachbargemeinden
- Im Norden Olesa de Bonesvalls und Avinyonet del Penedès, beide in der Comarca Alt Penedès.
- Im Westen Canyelles und Sant Pere de Ribes
- Im Süden Sitges
- Im Osten Begues in der Comarca Baix Llobregat

### Ortsgliederung
- Olivella
- Olivella-Urbanització

### Verkehr
2 Linien mit Minibus verbinden Olivella mit den Orten St. Pere de Ribes, Sitges, Olivella und Vilafranca.

## Geschichte
992 wurde die alte Burg, 1264 die neue Burg von Olivella erstmals erwähnt. Der Bischof von Barcelona ließ 1272 neben der alten Burg eine Kirche, dem hl. Petrus gewidmet, bauen.
1429 wurden auf den Resten der neuen Burg eine neue Kirche errichtet und in den Jahren 1607–1625 ausgebaut und erweitert. Die heute noch erhaltene und 1991 restaurierte Kirche bildete den Kern der Gemeinde Olivella.
1890 erbaute der "americano oder auch indio" (ein in Amerika reich gewordener Bürger aus Sitges) Pere Domènech i Grau den Palast Novella. Das Gebäude sollte das Zentrum einer landwirtschaftlichen Gemeinschaft werden. Das Projekt scheiterte jedoch bereits nach 6 Jahren. Seit 1996 ist der Palast ein buddhistisches Kloster.

## Sehenswürdigkeiten
- Der Dorfkern von Olivella. Die malerisch restaurierten Häuser aus Naturstein dienen vielen Katalanen als zweiter Wohnsitz.
- Palau Novella, erbaut 1890 im Stil des Eklektizismus wurde 1996 renoviert.
- Església Nova d'Olivella, Neue Kirche von Olivella, erbaut 1625, renoviert 1991.